# Carl Moeli
Carl Franz Moeli (10 maggio 1849 – Berlino, 4 novembre 1919) è stato un neurologo e psichiatra tedesco.

## Biografia
Studiò medicina a Marburgo, Würzburg e Lipsia, successivamente lavorò come assistente presso le cliniche degli ospedali di Rostock e Monaco. Nel 1880 divenne assistente di Carl Westphal (1833-1890) nella clinica psichiatrica presso la Berlin-Charité. Al Charité eseguì degli studi anatomici del nervo ottico, gli effetti della sifilide sul cervello e gli studi clinici sull'alcolismo. Nel 1883 ricevette la sua abilitazione per la psichiatria, e durante l'anno successivo lavorò come assistente presso la Städtische Irrenanstalt Dalldorf di Berlino.
Nel 1893 diventò il primo direttore dell'Irrenanstalt Herzberge, posizione che mantenne fino al 1914. Uno degli assistenti più noti di Moeli presso il Herzberge fu il neurologo Karl Birnbaum (1878-1950). Inoltre svolse un ruolo importante come consigliere del governo tedesco, sulle questioni di salute mentale.
Egli è meglio ricordato per il suo lavoro nella psichiatria forense. Svolse una vasta ricerca che coinvolge la scienza forense. Ebbe un particolare interesse per le cosiddette "personalità degenerative" e le psicosi associate.

## Opere
- Alcoholismus, psychische Störung; atrophische Lähmung der Extensoren am Oberschenkel;  Charité-Ann. 1881
- Eine Bemerkung zur Säufer-Epilepsie; Neurol. Centralbl. (1885)
- Ueber irre Verbrecher. I. Krankengeschichten. II. Ueber den Zusammenhang von Geistesstörung und Verbrechen. III. Ueber Feststellung des Geisteszustandes. IV. Die Simulation von Geisteskrankheit. V. Die Behandlung und Unterbringung irrer Verbrecher). Berlin, 1888
- Zur Erinnerung an Carl Westphal. Rede. Berlin, 1890
- Behandlung der Vergiftungen mit Weingeist, d. spec. Therap. inner. Krankh. vol. 2. Jena, 1894
- Ueber psychische Schwäche in ihren verschiedenen Formen; Preuss. Med.-Beamten-Ver. Off. Ber. 11, ss. 136-148 (1894)
- Weitere Mittheilungen über die Pupillen-Reaction.; Berl. klin. Wchnschr. 34, ss. 373; 401 (1897)
- Demonstration des automatischen Excenter; Rotationsmikrotoms; Herzberge (Kaplan, Krefft, G. Meyer). Allgemeine Zeitschrift für Psychiatrie (1900)
- Ueber die vorübergehenden Zustände abnormen Bewustseins in Folge von Alkoholvergiftung und über deren forensische Bedeutung. Allgemeine Zeitschrift für Psychiatrie (1900)
- Die Fürsorge für Geisteskranke und geistig Abnorme, nach den gesetzlichen Vorschriften, Ministerial-Erlassungen, behördlichen Verordnungen und der Rechtsprechung, ein Handbuch für Ärzte und Verwaltungsbeamte. Halle a. S. 1915.